# 十日町映画館崩壊事故
十日町映画館崩壊事故（とおかまちえいがかんほうかいじこ）とは、1938年（昭和13年）1月1日午後7時半頃、新潟県中魚沼郡十日町（現：十日町市）五乃町の映画館「旬街座」の屋根が積雪の重みで崩落し、観客から死者69名を出すに至った事故である。

## 事故の概要
前日までの雪は止み、事故当日は珍しく穏やかな正月晴れとなり、正月休みとなった織物工場の女工等が多数旬街座に押しかけた。定員491名のところ700名以上の入場者で満員札止めの盛況であった。映画上映中の午後7時半頃、突然、映画館の屋根の中央部分が崩落し、直下にいた観客約200名が落ちてきた屋根材や雪の下敷きになった。
半鐘が鳴らされて町内に急が告げられ、警察・消防組員や町民により、電灯線が切れて真っ暗となった中で救助作業が行われ、約1時間後に作業は終了した。病院に運ばれた後で亡くなった者を含め、死者69名、重傷者27名、軽傷者65名の大惨事となった。
十日町は絹織物の産地で、多くの女工が織物工場で働いていた。犠牲者の多くは若い晴れ着姿の女性であった。
旬街座は木造一部2階建て、間口9間、奥行16間で建坪は144坪、劇場と映画館を兼ねていた。この内、中央部西側の屋根40坪ほどが崩壊した。丁度この下は特等席と一等席であった。
館内は升席で火鉢を囲んで座布団が敷いてある形式であった。
積雪は前年12月2日に根雪になり、その後の降雪で約2mとなったが、屋根の外周部は30日から雪掘りされ、当日は中央部のみに雪が残った状態であった。
記録では、前年末の十日町の積雪量235cm、事故後の屋根の積雪量で208cmであった。
旬街座は明治35年（1902年）の建築であった。
犠牲者の遺体には、頭蓋骨が砕かれたもの、手足が切断されたもの、腸が露出したもの等が多くあった。拙速で稚拙なスコップ等による救助作業により損傷したものと考えられ、遺族の中からは、救助作業隊に殺されたとの声も上がった。

## その後
事故後、昭和天皇から遺族に対し死者1名当り5円の下賜金が与えられた。

旬街座は後に、同市字宇都宮54（現在の同市本町5丁目39-6）にあったレジャービル「十日町娯楽会館」1階に『十日町松竹』として再開し市内唯一の映画館として続いていたが、2004年の新潟県中越地震で被災し、閉館した。跡地には2015年（平成27年）6月13日に『十日町産業文化発信館 いこて』が開業した。
事故後、町民の寄付により事故現場に犠牲者を供養する「深雪観音旬街堂」が建てられた。しかし近年これも取り壊され小さな公園となった。現在は『ここに深雪観音堂ありき』という石碑が娯楽会館の跡地に残る。